# Eimeria dykovae
Eimeria dykovae is een soort in de taxonomische indeling van de Myzozoa, een stam van microscopische parasitaire dieren. Het organisme komt uit het geslacht Eimeria en behoort tot de familie Eimeriidae. Eimeria dykovae werd in 1988 ontdekt door Molnar & Rohde.